# 1-е Тукатово
1-е Тука́тово (баш. 1-се Түкәт) — деревня в Кугарчинском районе Республики Башкортостан Российской Федерации. Входит в состав Нукаевского сельсовета.

## География

### Географическое положение
Расстояние до:
- районного центра (Мраково): 30 км,
- центра сельсовета (Нукаево): 5 км,
- ближайшей ж/д станции (Мелеуз): 105 км.

## Население
| 2002 | 2009 | 2010 |
| ---- | ---- | ---- |
| 153  | ↘145 | ↗147 |

Национальный состав
Согласно переписи 2002 года, преобладающая национальность — башкиры (97 %).

## Религия
В деревне есть мечеть.

## Известные уроженцы, жители
- Мурзабаева, Салия Шарифьяновна — российский государственный и политический деятель, депутат Государственной Думы пятого и шестого созыва.